# إطار تطريز

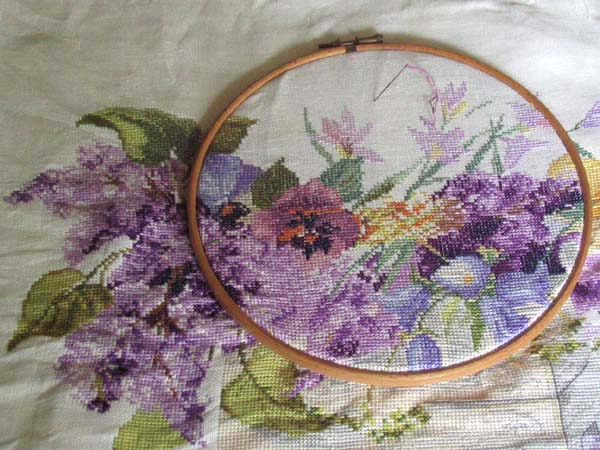
An embroidery hoop.

إطار التطريز أو طوق التطريز... أداة تستخدم لجعل القماش مشدود خلال التطريز أو أي حرفة أخرى من أشغال الإبرة. 

## الأطواق

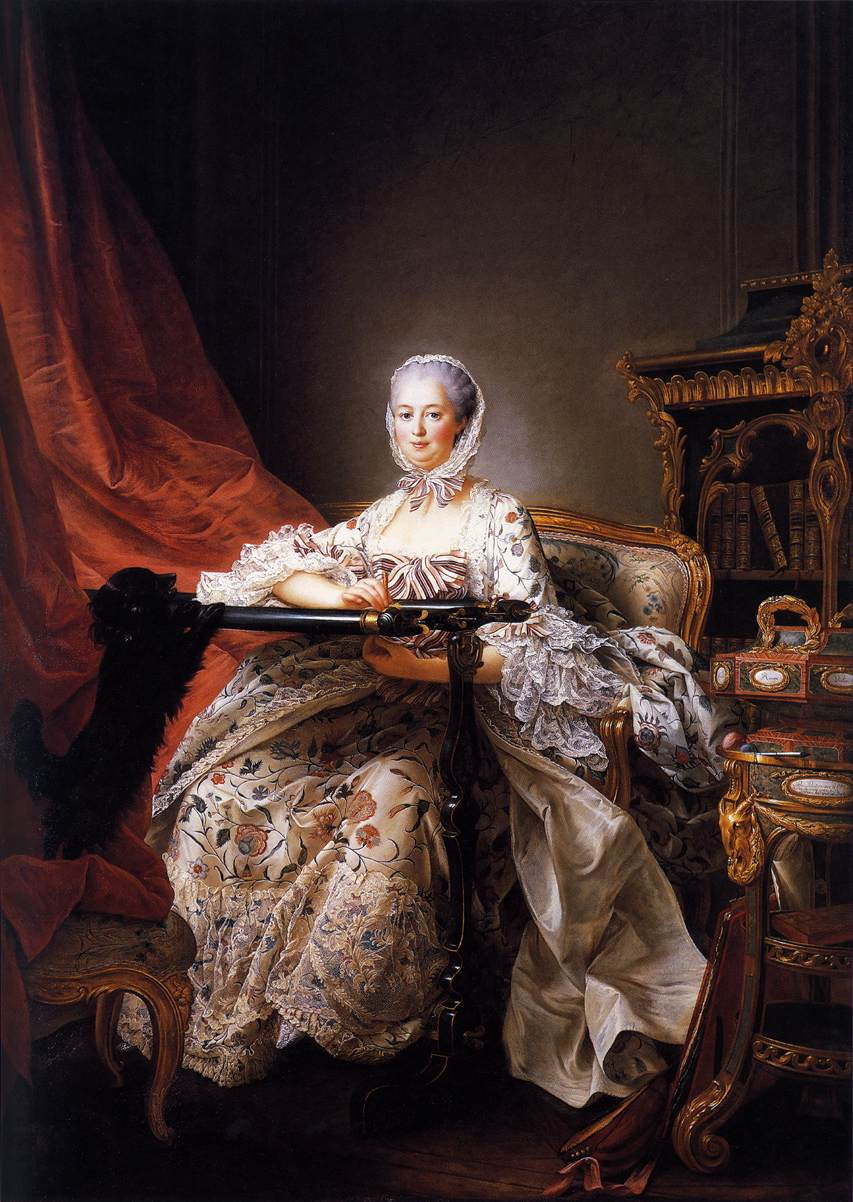
مدام دي بومبادور تشتغل باستخدام طوق تطريز

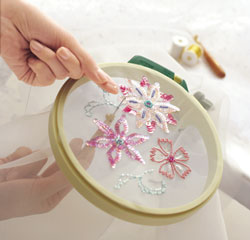

## إطارات التمرير
يحافظ إطار التمرير أو إطار التطريز على قطعة القماش مشدودة بالكامل، بدلاً من قطعة قماش مرتخية اثناء العمل. وهي مصنوعة من أربع قطع من الخشب: أسطوانتان للجزء العلوي والقاعدة وقطعتين جانبيتين. تحتوي كل من الاسطوانات على قطعة من القماش يتم تثبيتها بأمان أو تدبيسها على طولها وثقوب في نهاياتها لتثبيت القطع الجانبية، والتي يمكن تثبيتها في مكانها مع صواميل الجناح لضبط عرض الإطار وتوتر النسيج الممتد. يتم خياطة أطراف النسيج الأرضي بالاسطوانات.
تستخدم الإطارات في الإبرة وغيرها من أشكال العمل على قماش بالإضافة إلى التطريز.

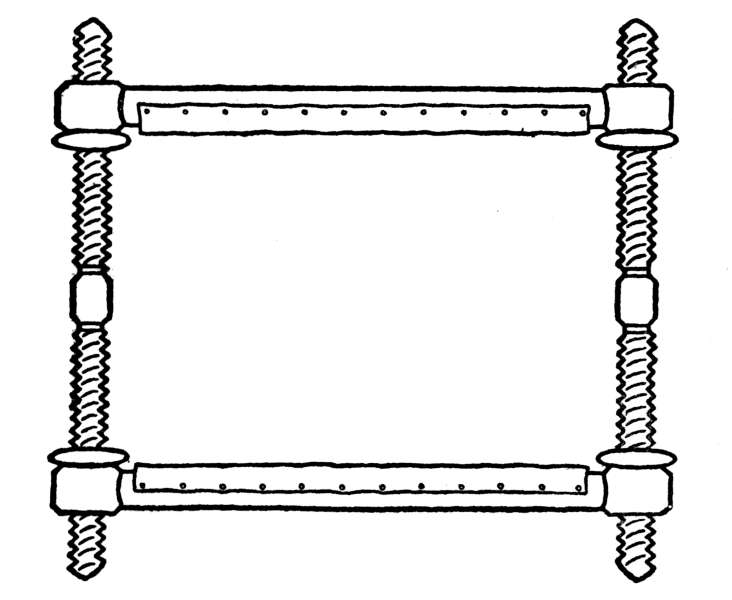
إطار تطريز
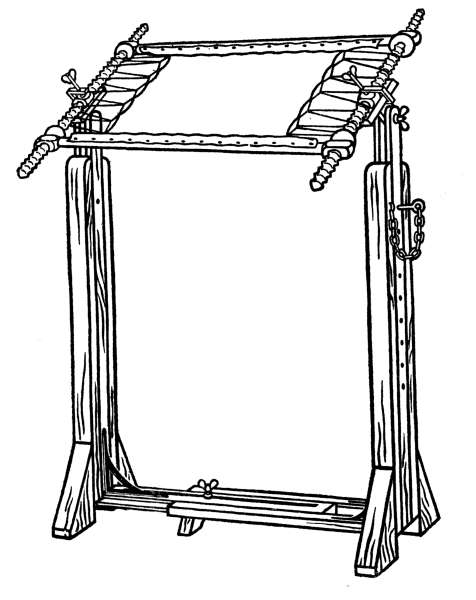
إطار تطريز قائم مع قطعة نسيج متصله به